# Cornélie Falcon

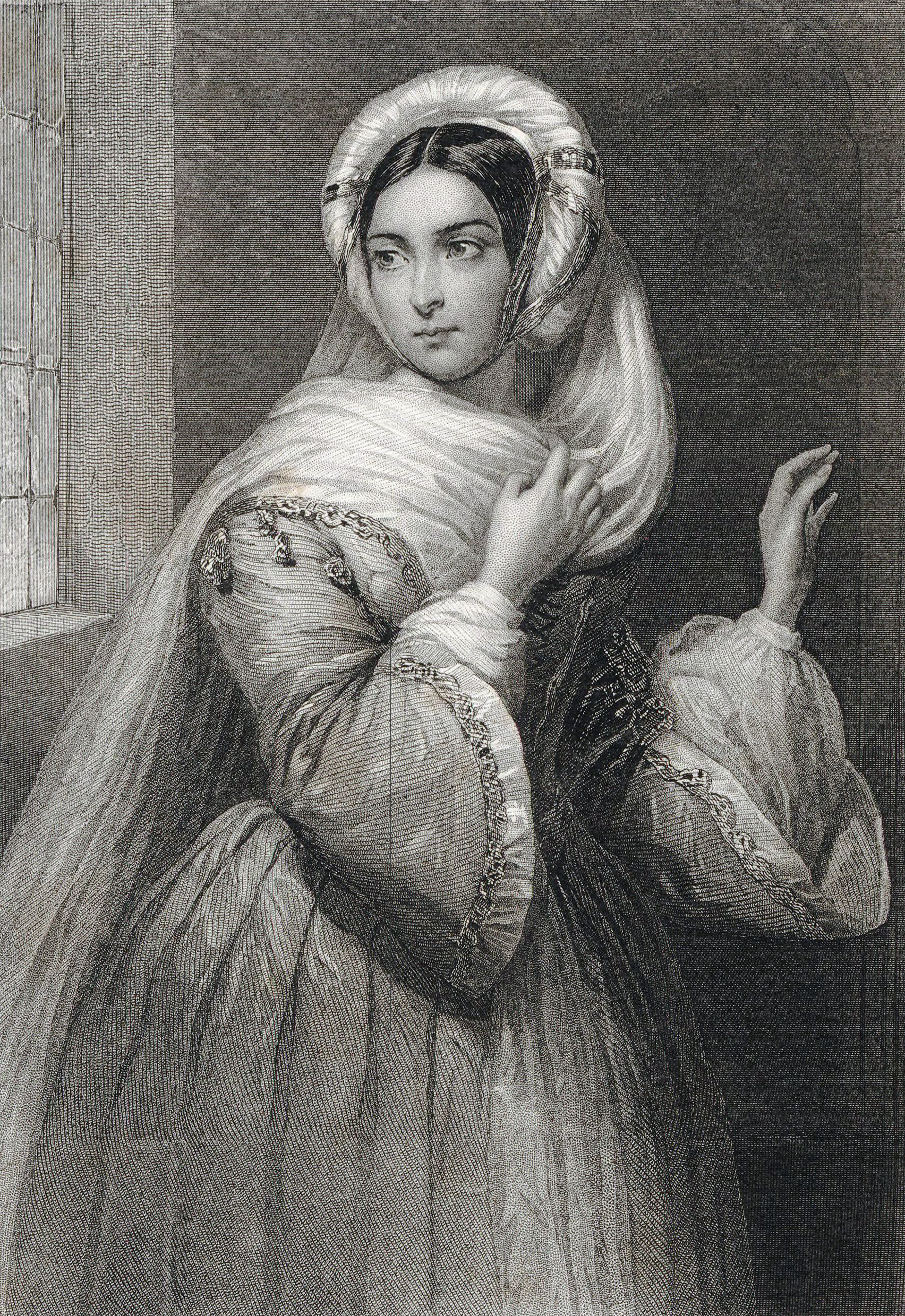
Cornélie Falcon als Rachel in La Juive von Fromental Halevy.

Cornélie Falcon (* 28. Januar 1814 in Paris; † 25. Februar 1897 ebenda) war eine legendäre französische Opernsängerin, die u. a. in Opern von Halévy und Meyerbeer auftrat. Obwohl sie nur eine sehr kurze Karriere hatte, wurde in Frankreich ein Stimmtyp nach ihr benannt (Falcon).

## Leben
Cornélie Falcon war die älteste von drei Töchtern des Schneiders Pierre Falcon und seiner Frau Edmée-Cornélie; ihre jüngeren Schwestern hießen Jenny und Élisabeth.
Sie studierte mit Felice Pellegrini und Adolphe Nourrit am Pariser Conservatoire und erhielt u. a. 1831 premiers prix für Gesang und Lyrische Deklamation. Ihr Debüt an der Opéra de Paris hatte sie 1832 als Alice in Giacomo Meyerbeers Robert le diable. Zu ihrem Repertoire gehörten außerdem Donna Anna in Mozarts Don Giovanni, Julie in Gaspare Spontinis La vestale und Heroinen in Gioachino Rossinis französischen Opern.
Falcons spezieller Stimmklang, ihr ausdrucksvoll dramatischer Gesang in Kombination mit einem besonderen schauspielerischen Talent waren so beeindruckend, dass ihr innerhalb kürzester Zeit Musiker, Literaten, Künstler, kurz: die „schöne Welt“ von ganz Paris zu Füßen lag. Hinzu kamen eine spezielle Schönheit, ein Aussehen, das zu ihren tragischen Rollen passte, und ein tugendhaftes Verhalten, das im Theatermilieu der Epoche ungewöhnlich war und ihr den Respekt ihrer Umwelt einbrachte, die sie zuweilen als „Vestalin“ bezeichnete.
Auf dem Höhepunkt ihrer Karriere verdiente die Falcon an der Opéra zweimal so viel wie der Star-Tenor (und ihr Lehrer) Adolphe Nourrit. Die bedeutendsten Rollen, die für Cornélie Falcon geschaffen wurden, sind die Rachel in Fromental Halévys La Juive (UA 25. Februar 1835) und Valentine in Meyerbeers Les Huguenots (29. Februar 1836). Außerdem schrieb Louise Bertin für sie die Titelpartie in La Esmeralda (UA 14. November 1836; nach Victor Hugos Roman Notre Dame de Paris) und Louis Niedermeyer die weibliche Hauptrolle Léonor in Stradella (1837).
Nachdem Maria Malibran die Falcon im Duett des 4. Aktes von Meyerbeers Huguenots gehört hatte, war sie so „begeistert…“, dass sie „… unter dem Charme einer Interpretation ohnegleichen, zitternd vor unsäglicher Freude, die ihr das berühmte Duett machte, in dem sich Mlle Falcon zu nie erreichten (künstlerischen) Höhen aufschwang, auf die Bühne ging, der jungen Sängerin um den Hals fiel und sie mit intensivstem Gefühl umarmte, mitten im verlängerten Applaus eines Publikums, das zugleich bezaubert und verwirrt war von der Spontaneität dieser Szene und hübschen Geste.“
Cornélie Falcons großer Erfolg an der Opéra führte jedoch offenbar zu einer Überanstrengung ihrer stimmlichen Möglichkeiten mit tragischen Folgen. Mitten in einer Aufführung von Niedermeyers Stradella im März 1837 brach ihre Stimme und sie musste die Aufführung abbrechen. Trotz ihrer Stimmprobleme versuchte sie nach kurzer Pause ihre Karriere fortzusetzen und sang weiterhin anstrengende Aufführungen an der Opéra, bis sie im Oktober 1837 nicht mehr konnte. Nach einer letzten Aufführung von Les Huguenots am 15. Januar 1838 reiste sie zweimal nach Italien in der Hoffnung, dass ihre Stimme sich in dem wärmeren Klima erholen würde.
Am 14. März 1840 kehrte sie noch einmal zurück an die Opéra, um in einer Wohltätigkeitsveranstaltung Teile aus La Juive und Les Huguenots zu singen, aber ihre Stimme war dauerhaft geschädigt. Im Winter 1841/42 ging Cornélie Falcon mit Laure Cinti-Damoreau auf Russlandtournee und trat danach noch in einigen privaten Konzerten in Paris auf; es gab auch Gerüchte über Wunderheilungen, aber Falcon trat nie wieder auf der Opernbühne auf.
Später heiratete sie einen Monsieur Malançon und kümmerte sich liebevoll um dessen Söhne aus erster Ehe, denen sie Klavier- und Gesangsunterricht gab. Nach einem völlig zurückgezogenen und einfachen bürgerlichen Leben starb sie beinahe vergessen im Juni 1897 und wurde auf dem Friedhof Père-Lachaise begraben.

## Stimme („Falcon“)

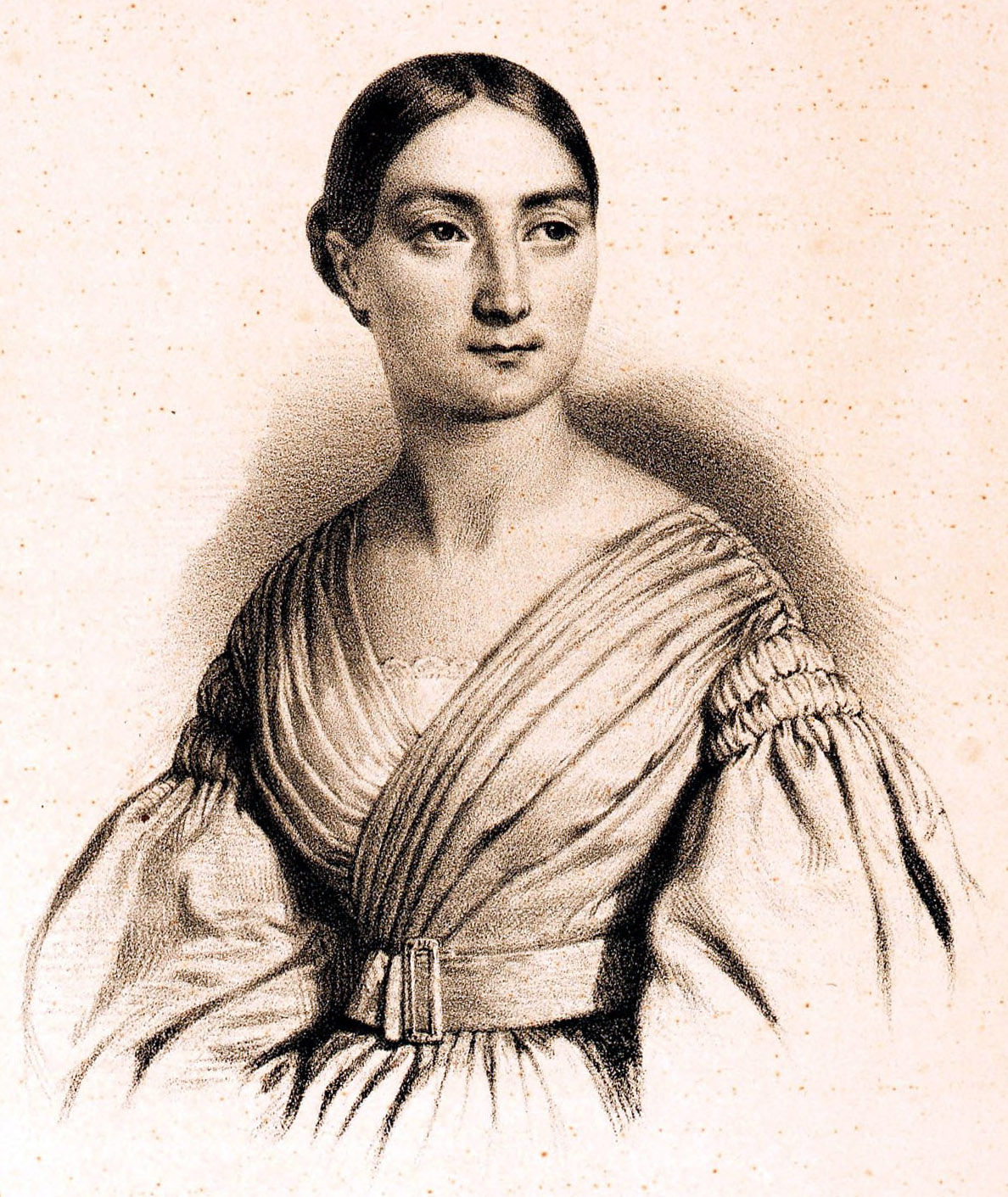
Cornélie Falcon um 1835

Cornélie Falcons Stimme lässt sich nicht eindeutig in die modernen Stimmfächer von Sopran oder Mezzosopran einordnen. Sie hatte einen großen Umfang von mehr als zwei Oktaven, der in der Partie der Rachel in Halévys La Juive vom tiefen as bis zum hohen d‘‘‘ reicht, mit relativ häufigem Gebrauch des hohen c‘‘‘. Ihre Stimme wurde als füllig, ihr Timbre als dunkel beschrieben. Obwohl sie eine gewisse Koloraturfähigkeit besessen haben muss (sie sang Mozarts Donna Anna und französische Partien von Rossini), verlangen die für sie komponierten Partien wie Halévys Rachel oder Meyerbeers Valentine in Les Huguenots vor allem lyrische Begabung und große dramatische Kraft und Ausdrucksfähigkeit.
Henri Blaze schrieb über sie:

„Mlle Falcon strahlte im vollen Glanz der Jugend und des Erfolges. Eine Sopranstimme von größerem Umfang, klarer, noch bewundernswerter schön und authentisch, und zugleich der grandiosesten Anstrengungen noch fähiger, könnte man sich nicht vorstellen: es war ein unvergleichliches Metall, ein Timbre, wie man es noch nie gehört hatte, und wie man es wahrscheinlich auch nie wieder hören wird. Denn, um mich der Worte eines berühmten Poeten zu bedienen: die Natur ähnelt sich, aber sie wiederholt sich nicht.“

Eine enthusiastische Beschreibung von Cornélie Falcons Kunst und Stimme ist in der Biographie des acteurs de Paris von 1837 zu lesen:

„...Mlle Falcon ging plötzlich wie ein leuchtender Meteor am Horizont der Académie royale de musique auf. Heute ist Mlle Falcon eine der Königinnen des Gesangs. … Großartig und wundervoll, erschüttert die Stimme von Mlle Falcon euer tiefstes Inneres durch seine mächtigen Töne, reißt empor und ruft Bewunderung hervor. Es ist eine starke, kolossale Stimme, von übernatürlicher Pracht, deren dramatische Schwingung einem Gänsehaut macht, kalte Schauer über den Rücken jagt, und wie alles, das groß und schön ist, niederschmettert und vernichtet. Voller Schwung und Temperament, wendet sich ihr Gesang an die Massen, durch ihre warme Eloquenz; sie macht erzittern durch ihre lebhafte Energie. Sie hat so herzzerreißende Akzente, Gesten, die so erschreckend wahr sind, dass das elektrisierte Publikum sich spontan erhebt, wie von einem elektrischen Schlag getroffen. Mlle Falcon darf stolz sein auf all die Schreie der Bewunderung, all die „Bravos“, all die Blumen, das ganze Delirium zu Ehren ihres Talentes. Mit Hilfe von Nourrits Lektionen hat Mlle Falcon gelernt, eine große Tragödin zu werden.“

Es hat verschiedene Vermutungen über die Ursache ihres vorzeitigen und tragischen Stimmverlustes gegeben: möglicherweise gesangs- oder atemtechnische Schwächen; oder, dass sie eigentlich ein Mezzosopran war, der in die Höhe getrieben wurde; eine Überforderung der Stimme, weil die von ihr gesungenen Partien zu diesem Zeitpunkt (noch) zu dramatisch für sie waren; oder dass sie zu viele Auftritte absolvierte und zu wenig Pausen einlegte. Daneben oder zusätzlich wären auch psychische Faktoren denkbar, die auf Dauer nicht mit einer Opernkarriere zu vereinbaren waren.

## Galerie

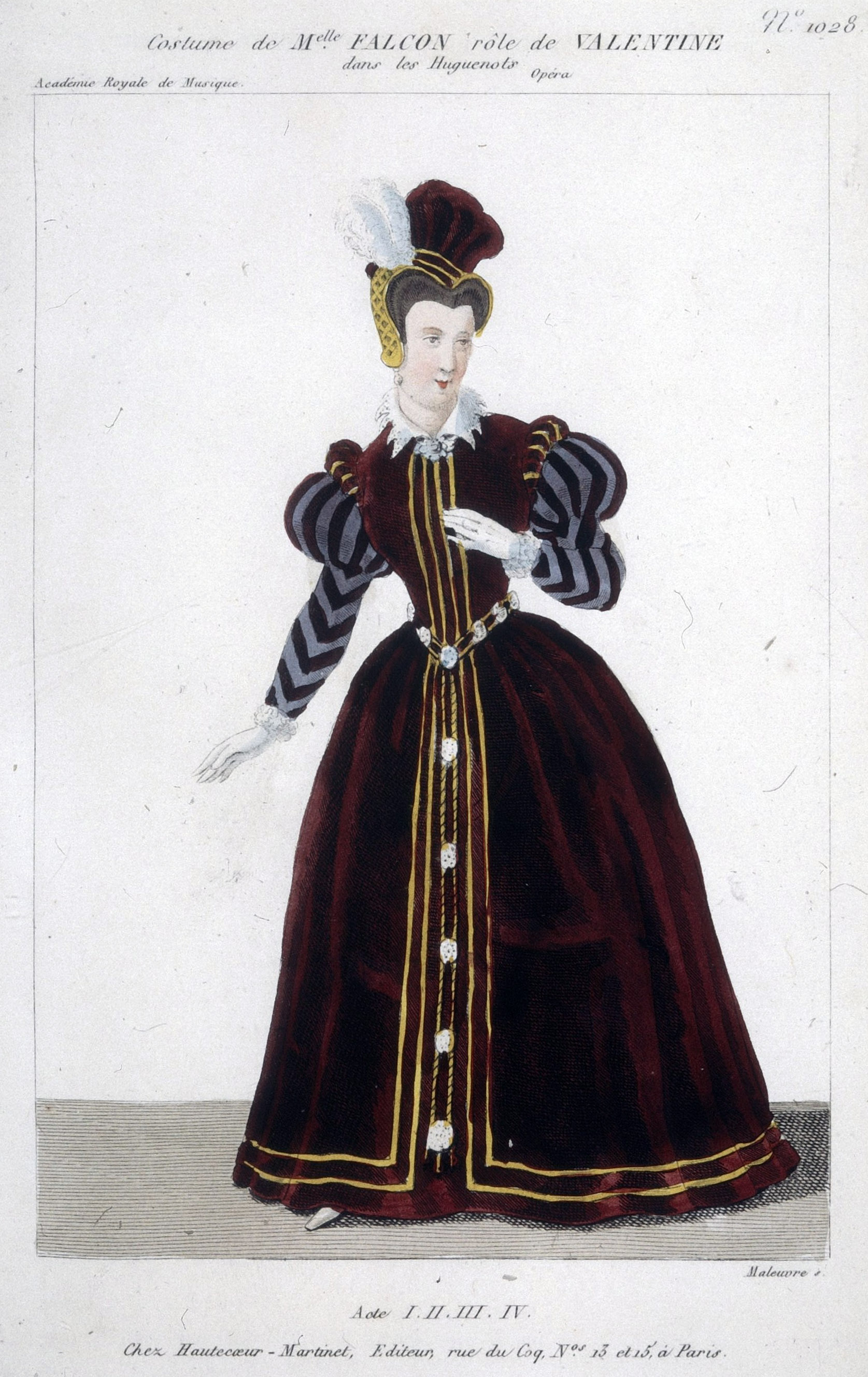
Kostümentwurf für Cornélie Falcon als Valentine in Les Huguenots von Meyerbeer, 1836
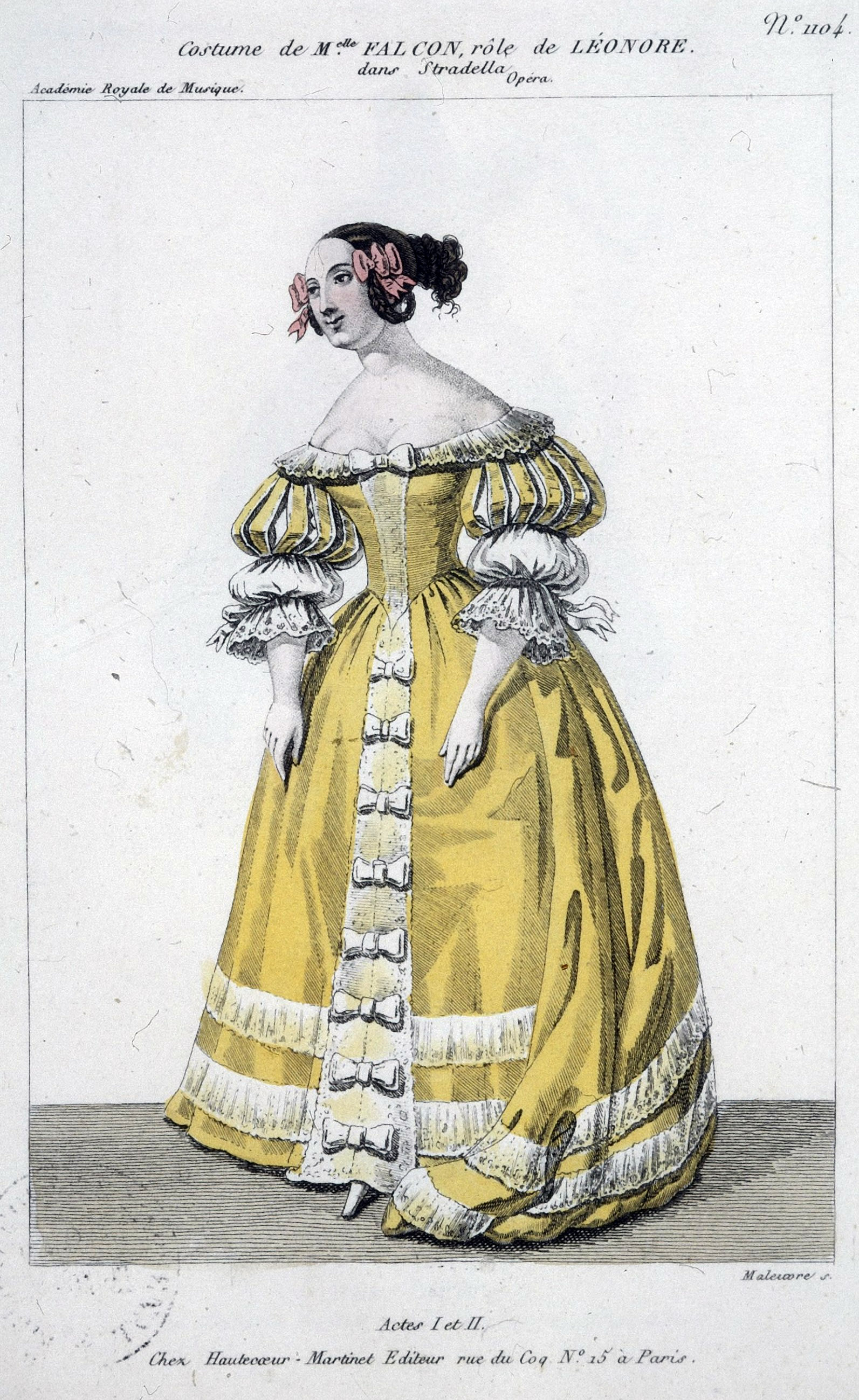
Kostümentwurf für Cornélie Falcon als Léonore in Stradella von Niedermeyer, 1837
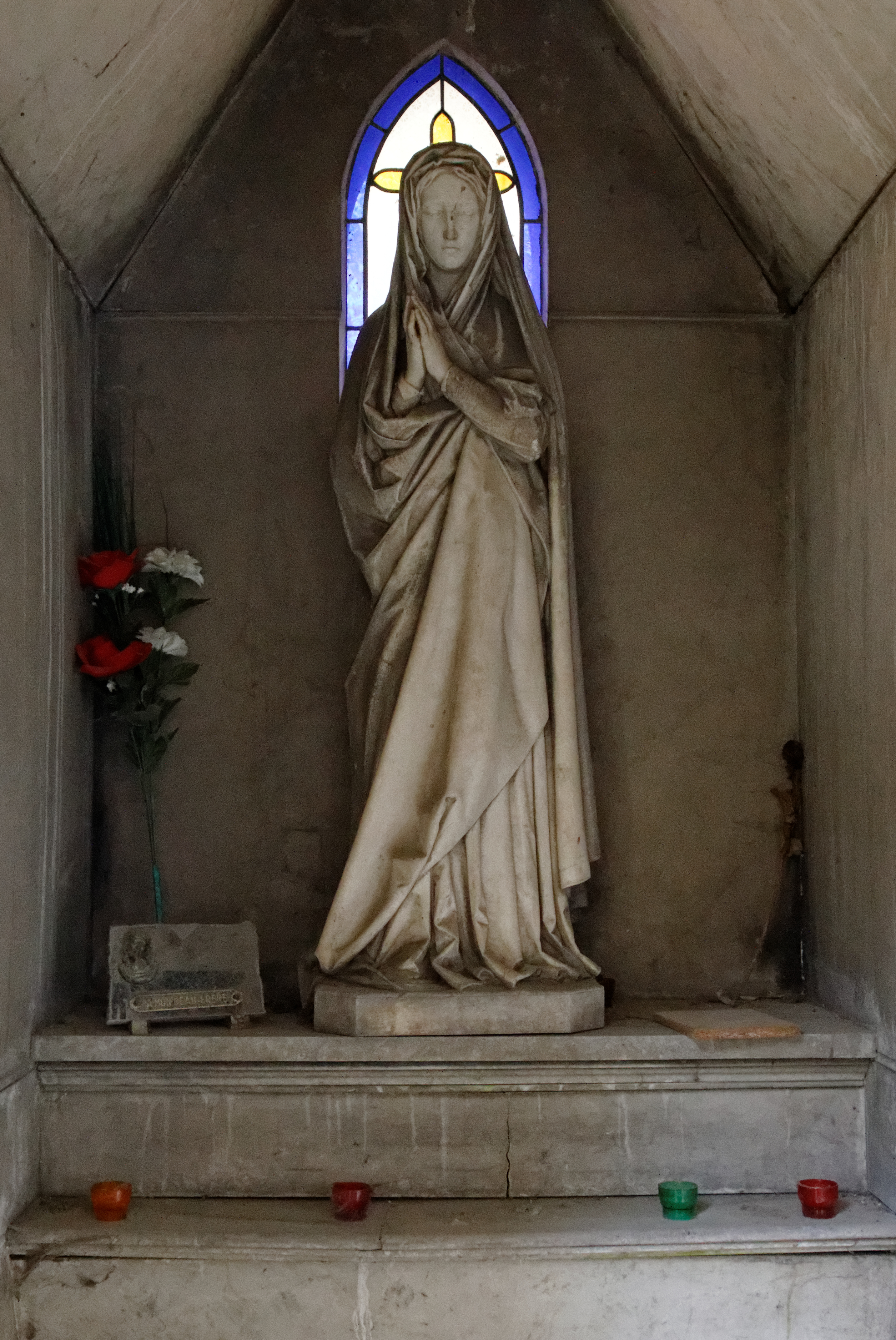
Grabkapelle von Cornélie Falcon auf dem Père-Lachaise (Division 55), in Paris

## Einzelanmerkungen
1. 1 2 3 4 5 6 7 8 9  „Cornélie Falcon“ auf  (englisch;  Oxford Index (Memento des Originals vom 21. Juli 2019 im Internet Archive)  Info: Der Archivlink wurde automatisch eingesetzt und noch nicht geprüft. Bitte prüfe Original- und Archivlink gemäß Anleitung und entferne dann diesen Hinweis., gesehen am 20. Juli 2019)
2. ↑  Barthélémy Braud: „Une reine du chant: Cornélie Falcon“, in: Bulletin historique 3, Société Scientifique & Agricole de la Haute-Loire, Le-Puy-en-Velay, 1913, S. 73–108, hier: S. 77. Online auf Wikimedia
3. ↑  Barthélémy Braud: „Une reine du chant: Cornélie Falcon“, in: Bulletin historique 3, … 1913, S. 73–108, hier: S. 100. Online auf Wikimedia
4. 1 2  Mark Pullinger: „You can’t put voices in boxes: Corinne Winters discusses Falcon and Zwischenfach roles“, Interview über die Falcon-Stimme und die Partie der Rachel in La Juive, 28. Mai 2019, in Bachtrack.com (englisch; gesehen am 21. Juli 2019)
5. ↑  Original französisch in: Barthélémy Braud: „Une reine du chant: Cornélie Falcon“, in: Bulletin historique 3, …, 1913, … hier: S. 90. Online auf Wikimedia
6. ↑  Barthélémy Braud: „Une reine du chant: Cornélie Falcon“, in: Bulletin historique 3, Société Scientifique & Agricole de la Haute-Loire, Le-Puy-en-Velay, 1913, S. 73–108, hier: S. 94-95. Online auf Wikimedia
7. ↑  Barthélémy Braud: „Une reine du chant: Cornélie Falcon“, in: Bulletin historique 3, …, 1913, … hier: S. 95. Online auf Wikimedia
8. ↑  Barthélémy Braud: „Une reine du chant: Cornélie Falcon“, in: Bulletin historique 3, …, 1913, … hier: S. 101 und 103. Online auf Wikimedia
9. ↑  Barthélémy Braud: „Une reine du chant: Cornélie Falcon“, … 1913, … hier: S. 106. Online auf Wikimedia
10. ↑  „Mlle Falcon brillait alors de tout l‘éclat de la jeunesse et du succès. De voix de soprano plus étendue, plus limpide, plus admirablement belle et génuine, et en même temps plus capable d‘efforts grandioses, on ne saurait s‘en imaginer: c‘était un métal incomparable, un timbre comme on n‘en avait jamais entendu, et comme il pourrait bien se faire qu‘on n‘en entendìt plus, car la nature pour me servir de la parole d‘un illustre poète, s‘égale mais ne se répète pas.“. Hier nach:: Barthélémy Braud: „Une reine du chant: Cornélie Falcon“, in: Bulletin historique 3, …, 1913, ... hier: S. 97. Online auf Wikimedia
11. ↑  „...Mlle Falcon a jailli subitement comme un météore lumineux sur l‘horizon de l‘Académie royale de musique. Aujourd‘hui, Mlle Falcon est une des reine du chant. … Magnifique et superbe, la voix de Mlle Falcon ébranle vos plus profondes entrailles par ses intonations puissantes, arrache, commande l‘admiration. C‘est une voix forte, colossale, aux éclats surnaturels, dont la vibration dramatique donne la chair de poule, fait courir un frissons par le corps, et comme tous qui est grand et beau écrase, anéantit. Plein de fougue et d‘entrainement, son chant s‘adresse aux masses, par sa chaleureuse éloquence, elle fait tressaillir par sa remuante énergie. Elle a des accents si déchirants, des gestes si effrayants de vérité, que le public électrisé se lêve spontanément, comme frappé d‘une commotion électrique. Mlle Falcon doit être fière de tous ces cris d‘admiration, de tous ces bravos, de toutes ces fleurs, de tous ce délire jeté en hommage á son talent. En recevant des lecons de Nourrit, Mlle Falcon a appris de lui á devenir une grande tragédienne.“ (in: Biographie des acteurs de Paris, 1837). Siehe: Barthélémy Braud: „Une reine du chant: Cornélie Falcon“, in: Bulletin historique 3, …, 1913, ... hier: S. 97, Fußnote 1. Online auf Wikimedia

| Personendaten    | Personendaten                       |
| ---------------- | ----------------------------------- |
| NAME             | Falcon, Cornélie                    |
| KURZBESCHREIBUNG | französische Opernsängerin (Sopran) |
| GEBURTSDATUM     | 28. Januar 1814                     |
| GEBURTSORT       | Paris                               |
| STERBEDATUM      | 25. Februar 1897                    |
| STERBEORT        | Paris                               |